# Liste der Bischöfe von Kensington
Die Liste der Bischöfe von Kensington stellt die bischöflichen Titelträger der Church of England, der Diözese von London, in der Province of Canterbury dar.
| Liste der Bischöfe von Kensington | Liste der Bischöfe von Kensington | Liste der Bischöfe von Kensington | Liste der Bischöfe von Kensington                                        |
| --------------------------------- | --------------------------------- | --------------------------------- | ------------------------------------------------------------------------ |
| Von                               | Bis                               | Name                              | Anmerkungen                                                              |
| 1901                              | 1911                              | Frederick Ridgeway                | danach Bischof von Salisbury                                             |
| 1911                              | 1932                              | John Maud                         |                                                                          |
| 1932                              | 1942                              | Bertram Simpson                   | danach Bischof von Southwark                                             |
| 1942                              | 1949                              | Henry Campbell                    | vorher Bischof von Willesden und danach Bischof von Guildford und London |
| 1949                              | 1961                              | Cyril Easthaugh                   | danach Bischof von Peterborough                                          |
| 1962                              | 1964                              | Edward Roberts                    | vorher Bischof von Malmesbury und danach Bischof von Ely                 |
| 1964                              | 1980                              | Ronald Goodchild                  |                                                                          |
| 1981                              | 1987                              | Mark Santer                       | danach Bischof von Birmingham                                            |
| 1987                              | 1994                              | John Hughes                       |                                                                          |
| 1994                              | 1996                              | nicht besetzt                     | nicht besetzt                                                            |
| 1996                              | 2008                              | Michael Colclough                 |                                                                          |
| 2009                              | 2015                              | Paul Williams                     | danach Bischof von Southwell                                             |
| 2015                              | 2022                              | Graham Tomlin                     |                                                                          |
| 2023                              | Gegenwart                         | Emma Ineson                       | vorher Bischof von Penrith                                               |